# Roager
Roager is een plaats in de Deense regio Zuid-Denemarken, gemeente Esbjerg, en telt 333 inwoners (2007).
Het dorp beschikt over een tankstation en een buurtsupermarkt.